# Джерело № 1 (Велика Розтока)
Джерело № 1 — гідрологічна пам'ятка природи місцевого значення. Об'єкт розташований на території Іршавського району Закарпатської області, с. Велика Ростока.
Площа — 1,5 га, статус надано згідно з рішеннями Закарпатського облвиконкому від 23.10.1984 року № 253. 
Охороняється джерело мінеральної води та прилегла територія. Вода хлоридно-натрієва, Загальна мінералізація - 25,4 г/л. Придатна для лікування захворювань периферійної нервової системи та опорно-рухового апарату.